# Carex bosoensis
Carex bosoensis är en halvgräsart som beskrevs av Yashiro. Carex bosoensis ingår i släktet starrar, och familjen halvgräs. Inga underarter finns listade i Catalogue of Life.